# Casa-forte do Rio Iguará
A Casa-forte do rio Iguará localizou-se na margem esquerda do rio Iguará, no atual estado brasileiro do Maranhão, nos limites com o estado do Piauí.

## História
No contexto da Revolta de Mandu Ladino (1712-1719), esta estrutura defensiva foi erguida em 1712 pelo Mestre-de-Campo Antônio da Cunha Souto Maior. Tinha como função servir como base de operações contra o bando de Mandu Ladino, um indígena Cariri educado por padres jesuítas, que por sete anos assolou a região da foz do rio Parnaíba onde, foragido, veio a falecer por afogamento (SOUZA, 1885:72).